# Nigramma perlignealis
Nigramma perlignealis är en fjärilsart som beskrevs av Walker 1863. Nigramma perlignealis ingår i släktet Nigramma och familjen nattflyn. Inga underarter finns listade i Catalogue of Life.